# Luis Romero Requena
Luís Romero Requena (* 24. Juni 1955) ist ein spanischer ehemaliger Beamter der Europäischen Union und war von 2010 bis zum 30. Juni 2020 Generaldirektor des Juristischen Dienstes der Europäischen Kommission.

## Biografie
Luis Romero Requena studierte von 1972 bis 1977 Betriebsführung und Rechtswissenschaften mit Magisterabschluss. Nach einem Examen als staatlicher Finanzinspektor trat er 1980 in den spanischen öffentlichen Dienst ein und war bis 1983 für das Finanzministerium tätig. Bis 1996 war er Berater in verschiedenen Ministerien und danach für zehn Jahre bei der Ständigen Vertretung Spaniens bei der Europäischen Union beschäftigt.
In den Dienst der EU trat er 1997 zunächst in der Generaldirektion Umwelt, dann ab 1999 in der Generaldirektion Haushalt, zuletzt als deren Generaldirektor bis 2009.